# Ita von Lothringen

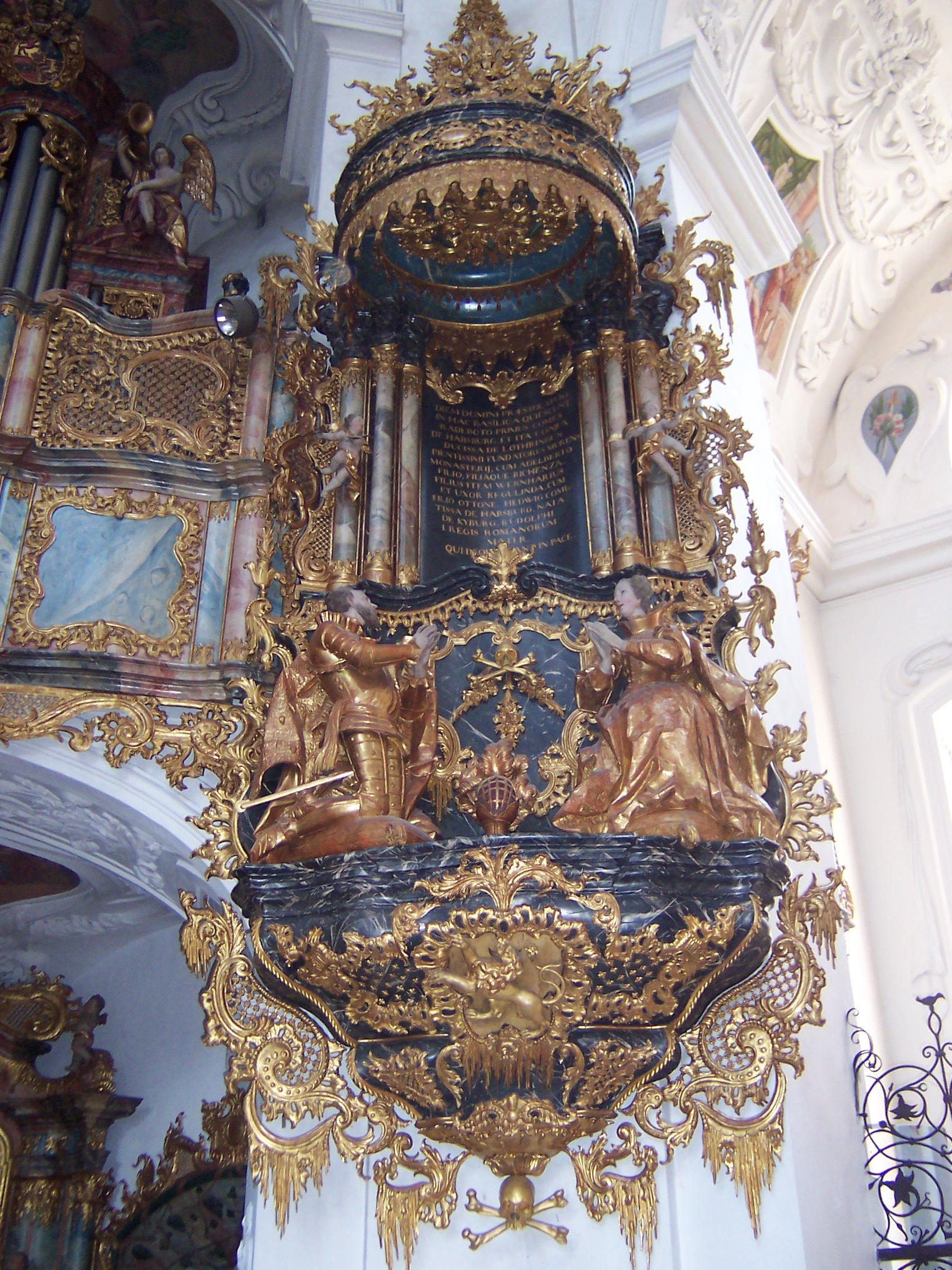
Habsburgerdenkmal, gewidmet den Klostergründern Graf Radebot von Habsburg und seiner Frau Ita von Lothringen. Klosterkirche in Muri, Kanton Aargau, Schweiz.

Ita von Lothringen Gräfin im Klettgau, auch Ida von Metz (* 23. Juli um 995; † nach 1035) ist angeblich die Stammmutter der Habsburger. Ihr Vorname kommt auch als Itha vor und in der französischen Form Ide.

## Leben
Ita war die Tochter von Adalbert II. Graf im Saargau (Adalbert von Metz) aus dem Geschlecht der Matfriede und der Judith von Öhningen (Judith von Schwaben), Tochter Konrads I. von Schwaben.
Sie vermählte sich mit Radbot von Habsburg, Graf im Klettgau (* um 980; † 1045), dem Erbauer der Habichtsburg (Habsburg), Sohn von Lanzelin von Muri und Liutgard von Nellenburg.
Aus dieser Ehe gingen vier Kinder hervor:
- Otto I. († 28. Juni 1046), Graf im Sundgau
- Albertus I. oder Adelbert I. († 12. Juli 1046), oder nach anderer Quelle † 1056
- Werner I. (* um 1020; † 11. November 1096)
- Richenza von Habsburg (* um 1020 † am 27. Mai 1080) ⚭ Graf Ulrich II. von Lenzburg

Zusammen mit ihrem Mann stiftete Ita im Jahr 1027 das Kloster Muri, das als habsburgisches Eigenkloster mit Benediktinern von Einsiedeln begann.
Ob es sich bei den in der Klosterkirche Muri beigesetzten Personen um Ita und Radbot handelt, ist nicht gesichert.